# 辻合喜代太郎
辻合 喜代太郎（つじあい きよたろう、1908年6月25日 - 1993年7月2日）は、服飾史研究者。
大阪府出身。大阪天王寺師範学校卒、関西大学法文学部哲学科卒。1959年「日本上代文様の研究」で関西大学文学博士。大阪市立大学家政学部助教授、教授、京都府立大学教授。72年定年退官、琉球大学教授、帝国女子大学教授。

## 著書
- 『縞』衣生活研究会 1966
- 『丹波木綿譜』衣生活研究会 1967
- 『染型紙』衣生活研究会 1968
- 『染韋と印伝』衣生活研究会 1971
- 『琉球芭蕉布』はくおう社 1973
- 『久米島紬』関西衣生活研究会 1974
- 『日本の家紋』保育社 カラーブックス 1974
- 『続・日本の家紋』保育社 カラーブックス 1975
- 『縞帳 続丹波』八尾市教育委員会八尾市史編さん室 八尾市史紀要 1976
- 『八丈島黄八丈』関西衣生活研究会 1989

### 共編著
- 『日本伝統織物集成 本土・沖縄編』編纂 染織と生活社 1975
- 『日本染織辞典』上村六郎、辻村次郎共編 東京堂出版 1978
- 『染織紀行』大塚清吾共著 保育社 カラーブックス 1980
- 『琉球服装の研究』橋本千栄子共著 関西衣生活研究会 1991

## 論文
- <辻合喜代太郎